# Gymnopilus hainanensis
Gymnopilus hainanensis là một loài nấm thuộc họ Cortinariaceae.